# Christina Binder
Christina Binder (* 1973 in Salzburg) ist eine österreichische Rechtswissenschaftlerin.

## Leben
Von 2015 bis 2017 war sie Universitätsprofessorin für Völkerrecht an der Universität Wien. Seit April 2017 lehrt sie als Professorin (BesGrp W 3) für internationales Recht unter besonderer Berücksichtigung des internationalen Menschenrechtsschutzes an der Fakultät für Staats- und Sozialwissenschaften der Universität der Bundeswehr München.
Ihre Forschungsschwerpunkte sind internationaler Menschenrechtsschutz, Menschenrechtsschutz im lateinamerikanischen Raum, Rechte indigener Völker, Demokratisierung; Internationale Standards politischer Partizipation, internationales Strafrecht, Frauenrechte, Völkervertragsrecht und internationales Investitionsrecht.

## Schriften (Auswahl)
- Die Landrechte indigener Völker unter besonderer Bezugnahme auf Mexiko und Nicaragua. Frankfurt am Main 2004, ISBN 3-631-51348-8.
- als Herausgeberin mit Claudia Fuchs, Matthias Goldmann, Thomas Kleinlein und Konrad Lachmayer: Völkerrecht im innerstaatlichen Bereich. Treffen des Arbeitskreises Junger Völkerrechtswissenschaftler, -innen in Wien 2008. Baden-Baden 2010, ISBN 978-3-8329-5218-1.
- Die Grenzen der Vertragstreue im Völkerrecht am Beispiel der nachträglichen Änderung der Umstände. Heidelberg 2013, ISBN 3-642-35093-3.
- als Herausgeberin mit Konrad Lachmayer: The European Court of Human Rights and public international law. Fragmentation or unity?. Baden-Baden 2014, ISBN 3-8487-1444-2.
- La protección de los Derechos Humanos en Europa y las Américas: perspectivas, avances y desafíos. Mexico 2016, ISBN 978-6-0709-2383-8.
- mit Walter Berka, Benjamin Kneihs: Die Grundrechte: Grund- und Menschenrechte in Österreich. Wien 2019, ISBN 978-3-7046-6296-5.